# Marco Rente
Marco Rente (* 25. Februar 1997 in Siegen) ist ein deutscher Fußballspieler. Aktuell steht der Innenverteidiger beim FC Groningen in den Niederlanden unter Vertrag.

## Karriere
Rentes Fußballkarriere begann bei der Jugend der JSG Kirchen und der SG 06 Betzdorf. Schon im jungen Alter wechselte er schließlich in die Jugendabteilung der Sportfreunde Siegen, wo er die weiteren Jugendmannschaften durchlief. In der Saison 2015/16 gehörte er erstmals zum Kader der 1. Mannschaft in der Oberliga Westfalen, sein Debüt in der Herrenmannschaft gab er am 28. Februar 2016 im Alter von 19 Jahren beim 2:1-Sieg gegen die TSG Sprockhövel. Daraufhin etablierte sich Rente als Spieler im Kader der Siegener und war somit am Aufstieg in die Regionalliga West am Ende der Saison beteiligt. Dort gab er sein Debüt am 30. Juli 2016 bei der 1:0-Niederlage gegen Alemannia Aachen. In der Regionalliga etablierte sich Rente auch zunehmend als Stammspieler auf verschiedenen Positionen in der Defensive und konnte am 1. Oktober bei der 4:1-Niederlage gegen den Wuppertaler SV sogar sein erstes Tor erzielen. Allerdings konnte auch er den Abstieg am Ende der Saison nicht verhindern.
Daraufhin wechselte Rente zur Saison 2017/18 zur TuS Erndtebrück, die neu in die Regionalliga West aufgestiegen waren. Sein Pflichtspieldebüt gab er am 29. Juli 2017 beim 2:2-Unentschieden gegen die SG Wattenscheid 09, und am 12. August 2017 gab er bei der 0:3-Niederlage gegen Eintracht Frankfurt sein Debüt im DFB-Pokal. Auch in Erndtebrück wurde Rente auf Anhieb Stammspieler, konnte aber auch dort den Abstieg am Saisonende nicht verhindern. Daraufhin wechselte er zur Saison 2018/19 in die 2. Mannschaft von Borussia Dortmund, für die er sein Debüt aufgrund einer Sprunggelenksverletzung jedoch erst am 8. September beim 4:3-Sieg gegen den SV Rödinghausen gab. Auch in Dortmund blieb er ein wichtiger Stammspieler in der Defensive. Unter Trainer Lucien Favre wurde er am Ende der Saison 2019/20 sogar mehrmals in den Kader der Profimannschaft von Borussia Dortmund in der Bundesliga berufen, kam jedoch zu keinem Einsatz.
Im August 2020 wechselte Rente schließlich zu Heracles Almelo in der niederländischen Eredivisie. Dort traf er auf einen deutschen Cheftrainer, Frank Wormuth. Nachdem er an den ersten beiden Spieltagen noch nicht zum Einsatz gekommen war, gab er sein Profidebüt am 27. September 2020 beim 1:1-Unentschieden gegen die PSV Eindhoven. Auch in Almelo etablierte Rente sich schnell und kam vor allem in der 2. Saisonhälfte auch des Öfteren über die gesamte Spielzeit zum Einsatz. Auch in der Saison 2021/22 war Rente fester Stammspieler in der Innenverteidigung von Heracles Almelo. Am 16. Oktober 2021 konnte er bei der 2:4-Niederlage gegen die Go Ahead Eagles sein erstes Ligator erzielen. Am Ende der Saison konnten Rente mit seinem Verein allerdings nur den 16. Platz in der Eredivisie erreichen, und durch zwei Niederlagen in der Relegation gegen Excelsior Rotterdam stieg Heracles Almelo am Ende der Saison in die zweitklassige Eerste Divisie ab. Rente allerdings spielte selbst eine gute Saison, so hatte er im Schnitt die meisten Balleroberungen pro Spiel der ganzen Eredivisie in dieser Saison.
Vor Beginn der Saison 2022/23 stand Rente kurz vor einem Wechsel zum englischen Zweitligisten Coventry City, der Wechsel scheiterte jedoch an einem Veto der FA. Daraufhin startete er nur als Rotationsspieler in die neue Saison mit Heracles Almelo, konnte sich seinen Stammplatz in der Innenverteidigung jedoch schnell wieder zurückerobern. In der zweiten Saisonhälfte wurde er verstärkt als Rechtsverteidiger eingesetzt. Nach nur einer Saison in der zweitklassigen Eerste Divisie konnte Rente mit Almelo den Wiederaufstieg feiern und wurde sogar Zweitligameister.
Trotz des Aufstieges verließ Rente nach der Saison Heracles Almelo und wechselte zur Saison 2023/24 zum FC Groningen, der in der Vorsaison aus der Eredivisie abgestiegen war und blieb somit in der Eerste Divisie. In Groningen etablierte er sich schnell als Stammspieler auf der Rechtsverteidigerposition. Direkt bei seinem Ligadebüt, einem 4:1-Sieg gegen die zweite Mannschaft von Ajax Amsterdam, konnte er auch seinen ersten Ligatreffer zur zwischenzeitlichen 1:0-Führung erzielen. Im Verlauf der Saison wurde er von Trainer Dick Lukkien in Abwesenheit des eigentlichen Kapitäns Leandro Bacuna sogar zum Kapitän ernannt. Am letzten Spieltag erreichte Groningen durch einen 2:0-Sieg gegen Roda JC Kerkrade sogar noch den zweiten Tabellenplatz und konnte damit direkt in die erstklassige Eredivisie aufsteigen. Auch in der ersten Liga war Rente als Innen- oder Rechtsverteidiger unter Lukkien gesetzt. Somit hatte er einen großen Anteil daran, dass Groningen problemlos den Klassenerhalt im ersten Jahr nach der Rückkehr in die Eredivisie schaffte.

## Erfolge
- Niederländischer Zweitligameister: 2022/23
- 2× Aufstieg in die Eredivisie: 2022/23, 2023/24